# بطولة العالم لرفع الأثقال 2023
بطولة العالم لرفع الأثقال 2023 (بالإنجليزية: 2023 World Weightlifting Championships)‏ هي مسابقة رياضية دولية في رفع الأثقال أُقيمت في الرياض ، المملكة العربية السعودية خلال الفترة بين 2 سبتمبر 2023 حتى 17 من سبتمبر.
يعتبر هذا الحدث بمثابة حدث إلزامي للتأهل لدورة الألعاب الأولمبية الصيفية 2024 في باريس ، فرنسا.